# Wresowo
Wresowo (bułg. Вресово) – wieś w Bułgarii, w obwodzie Burgas, w gminie Ruen. W 2023 roku liczyła 1043 mieszkańców.